# پیتر آندورای
پیتر آندورای (انگلیسی: Péter Andorai; زاده ۲۵ آوریل ۱۹۴۸ – درگذشته ۱ فوریهٔ ۲۰۲۰) هنرپیشه اهل مجارستان بود.
از فیلم‌ها یا برنامه‌های تلویزیونی که وی در آن نقش داشته‌است می‌توان به نور خورشید، مفیستو، سرهنگ ردل، قرن بیستم من، راه دیگر، و در اشاره کرد.
وی همچنین برندهٔ جوایزی همچون جایزه کشوت شده‌است.

## فیلم‌های منتخب
- رکوییم سرخ

- شمشیر

- اکزت

- شلیک هشدار

- سال‌های شاد پدرم

- سیگار آمریکایی

- برق‌گرفتگی

- رهایی از شر

- اعتماد

- پرنده سبز

- حکم پیش‌آخر

- مفیستو

- راهی دیگر

- بدون رد

- فضای تنگ

- عاشقان

- بیداری

- سرهنگ رِدل

- نفس در سینه

- مته دیواری

- دویست سال اول من

- شکارچی عکس‌ها

- نسل بزرگ

- پشت‌بام‌های سپیده‌دم

- عشق، مادر

- خداحافظی حساس با شاهزاده

- مأموریت به اویان

- هانوسن

- فریادها

- ال‌دورادو

- یک روز کامل

- پیش از پایان پرواز خفاش

- وحشی

- زن عقرب

- پاپای باردار

- قرن بیستم من

- گئورگ الر: یکی از آلمان

- شوخی

- خون سبک

- رکوییم مجار

- اینجا آزادی است

- سه خواهر

- قلب‌های عاشق

- زمانه بی‌رحم

- اما دوست‌داشتنی، بوبه عزیز

- لذت تقلب

- واریاسیون گلدبرگ

- فیلم خرابه

- قتل‌های کودکان

- نگهبانان

- رژ لب

- اُتریوس

- مرگ غیرمنتظره

- شینی‌بایبا

- پسران ویتمن

- برسو

- سیمون، جادوگر

- آفتاب

- پسران بد

- ته سیگار در حال خاموشی

- رینالدو

- سرودهای رز

- سرود دیوانگان

- مردی که دفن نشد

- تپه رز

- خویشاوندان

- تصاویر دزدی

- تکه‌پاره

- پسران خیابان آفتاب

- مأموران به بهشت می‌روند

- در

- دفترچه

- پروانه‌ها

- آرگو ۲

- شفق قطبی

- قصاب، فاحشه و یک‌چشم

- گزارش نهایی

## جوایز و افتخارات
پتر آندورای در طول دوران کاری خود جوایز و افتخارات متعددی دریافت کرد، از جمله:
جایزه یاسای ماری (۱۹۸۰)
جایزه هفته فیلم مجارستان (۱۹۸۶، ۱۹۹۹)
جایزه انجمن منتقدان فیلم مجارستان (۱۹۸۷، ۲۰۰۰)
جایزه ویژه جشنواره تلویزیونی وزپرم (۱۹۹۰)
جایزه منتقدان تلویزیونی مجارستان (۱۹۹۱)
جایزه کوشوت (۱۹۹۴)
صلیب افسر نشان شایستگی جمهوری مجارستان (۲۰۰۷)
عنوان «هنرمند ملت» (۲۰۱۵)
جایزه پریما (۲۰۱۶)